# فرید عمران
فرید عمران (زادهٔ ۱۳۲۴ خورشیدی در آبادان - )، موسیقی‌دان، استاد موسیقی و آهنگساز ایرانی است.

## زندگی‌نامه
فرید عمران در سال ۱۳۲۴ در آبادان زاده شد. او دربارۀ کودکی خود گفته‌است:
«در بیابان‌های خوزستان متولد شدم. به هنگام تولدم مردی ایلیاتی قران تلاوت می‌کرد، مادری بر طفل رفته اش زاری می‌کرد و پدرم که عاشق فریدالاطرش، خوانندهٔ بزرگ عرب بود نام فرید بر من نهاد و بدین سان سرنوشت من با موسیقی پیوندی ناگسستنی یافت… موسیقی برایم شعری بوده که همیشه غرائزام را نشانه می‌گرفت و شعر برایم موسیقی را تداعی می‌کرد که با ذهن مشتاق من به گفتگو می‌نشست. برای من موسیقی شعر غرائز و شعر موسیقی ذهن است. از دوران کودکی با ترکیب غریبی از موسیقی رشد کردم. موسیقی کلاسیک اروپایی، موسیقی عربی، و موسیقی ایرانی. اما از لحظه ای که به یادگیری پیانو و کمی ویولن پرداختم عشق آهنگسازی لحظه ای آرامم نمی‌گذاشت و اینک پس از گذشت بیش از هفتاد سال مجموعه ای عظیم از آثارم احاطه ام کرده‌است»
عمران از کودکی پیانو می‌نواخت و قطعه‌های کوچکی می‌ساخت. آموزش موسیقی را در کنسرواتوار تهران ادامه داد. از استادان بنام او در ایران می‌توان از مرتضی حنانه و یوسف یوسف زاده نام برد. او همزمان نزد پیانیست و آهنگساز روس، لئونید ساموس (Leonid Samus) آهنگسازی را آغاز کرد. سپس در کنسرواتوار لندن تحصیل در رشته آهنگسازی را تا درجهٔ استادی به پایان رساند. در آنجا در کنار استادان و موسیقیدانان برجسته‌ای چون نورمن دموث و جان مک کیب و استاد کالج مورلی، پروفسور لارنس لئونارد کار کرده‌است.
موسیقی فرید عمران ترکیبی هنرمندانه از هارمونی و فضای مدرن و نغمه وها ملودی‌های شرقی ست؛ که تأثیر گرفته از زندگی آهنگساز در میان اقوام و مطالعهٔ دقیق هنر غرب است. همچنین او علاوه بر موسیقی، فعالیتی جدی در حوزه‌های روانشناسی و تعمق در مکاتب فلسفی و عرفانی شرق داشته که تأثیری انسان گرایانه در آثار او گذاشته. نگاه فرید عمران باعث تلاش او در ایجاد موسیقی ای قابل فهم برای عموم و قابل مطالعه برای اهل فن شده‌است، به طوری که کمتر کسی از شنیدن آثارش دچار سردرگمی و احساس کمبود نسبت به شناخت موسیقی می‌شود.
بخش قابل ملاحظه ای از آثار او در حادثهٔ آتش‌سوزی منزلش خاکستر شدند و شوربختانه مقدار زیادی هم به دست کامپیوتر نابود شد. اما آنچه برجای مانده یا بازنویسی شده بدنهٔ قابل ملاحظه ای از آثار پیانویی، مجلسی، سونات‌ها و آثار ارکسترالی است که در گوشه و کنار جهان به اجرا درآمده است.
او در بیست و یکمین جشنواره بین‌المللی موسیقی فجر در سال ۱۳۸۴ مورد تقدیر قرار گرفت.

## آثار
بسیاری از کارهای فرید عمران در ایران و خارج از آن به اجرا درآمده‌اند. از جملهٔ آثارش می‌توان مجموعهٔ والس‌ها (دو کتاب)، پرلود‌ها، سوییت نغمه‌های ایرانی، سوییت برای ارکستر زهی، سوییت سمفونیک شیخ صنعان، چند فانتزی، تریوی پیانو، مجموعه آوازهایی برای سوپرانو و تنور و باز سازی چند ترانهٔ فولکلور را نام برد. مجموعه دستچین آثار پیانو او در دو لوح فشرده توسط هوشیار خیام اجرا شد و در آذر نود و هفت در دسترس قرار گرفت.

## نگارخانه

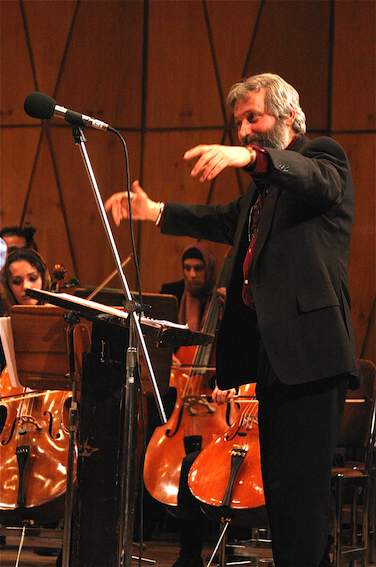
فرید عمران در حال رهبری ارکستر آکادمیا؛ تهران، تالار رودکی
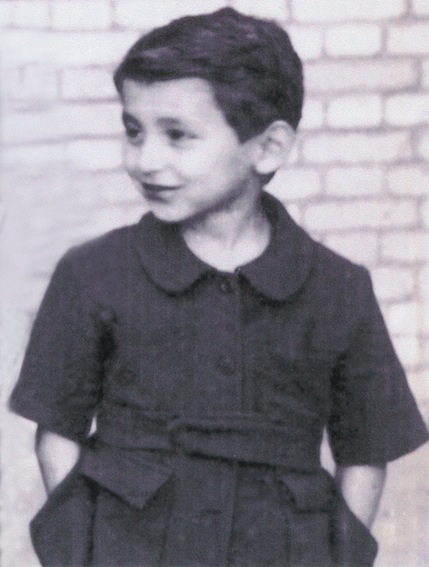
فرید عمران در سن ۵ سالگی
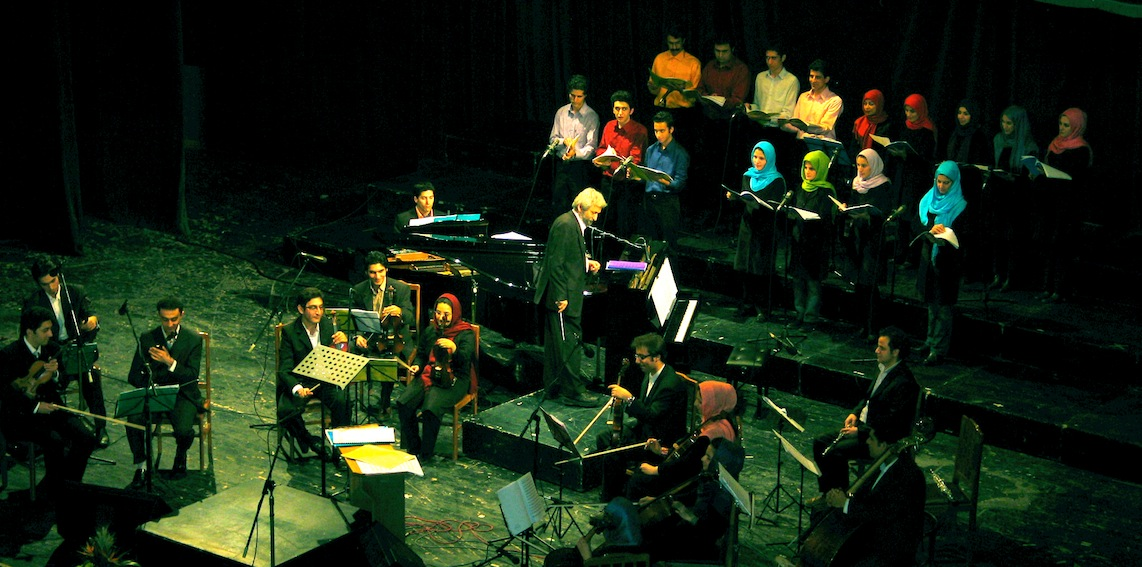
فرید عمران در حال رهبری ارکستر و کر آکادمیا؛ شیراز
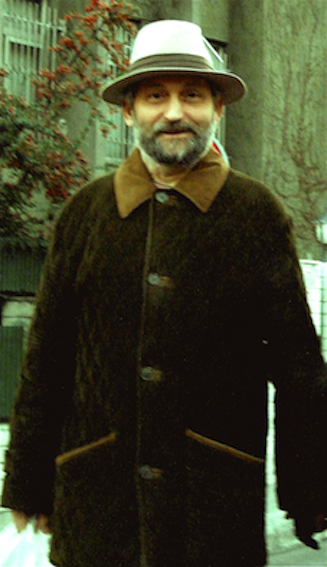
فرید عمران، زمستان ۱۳۸۷